# Dysphania militaris
Espèce
Dysphania militaris est une espèce d'insectes lépidoptères de la famille des Geometridae.

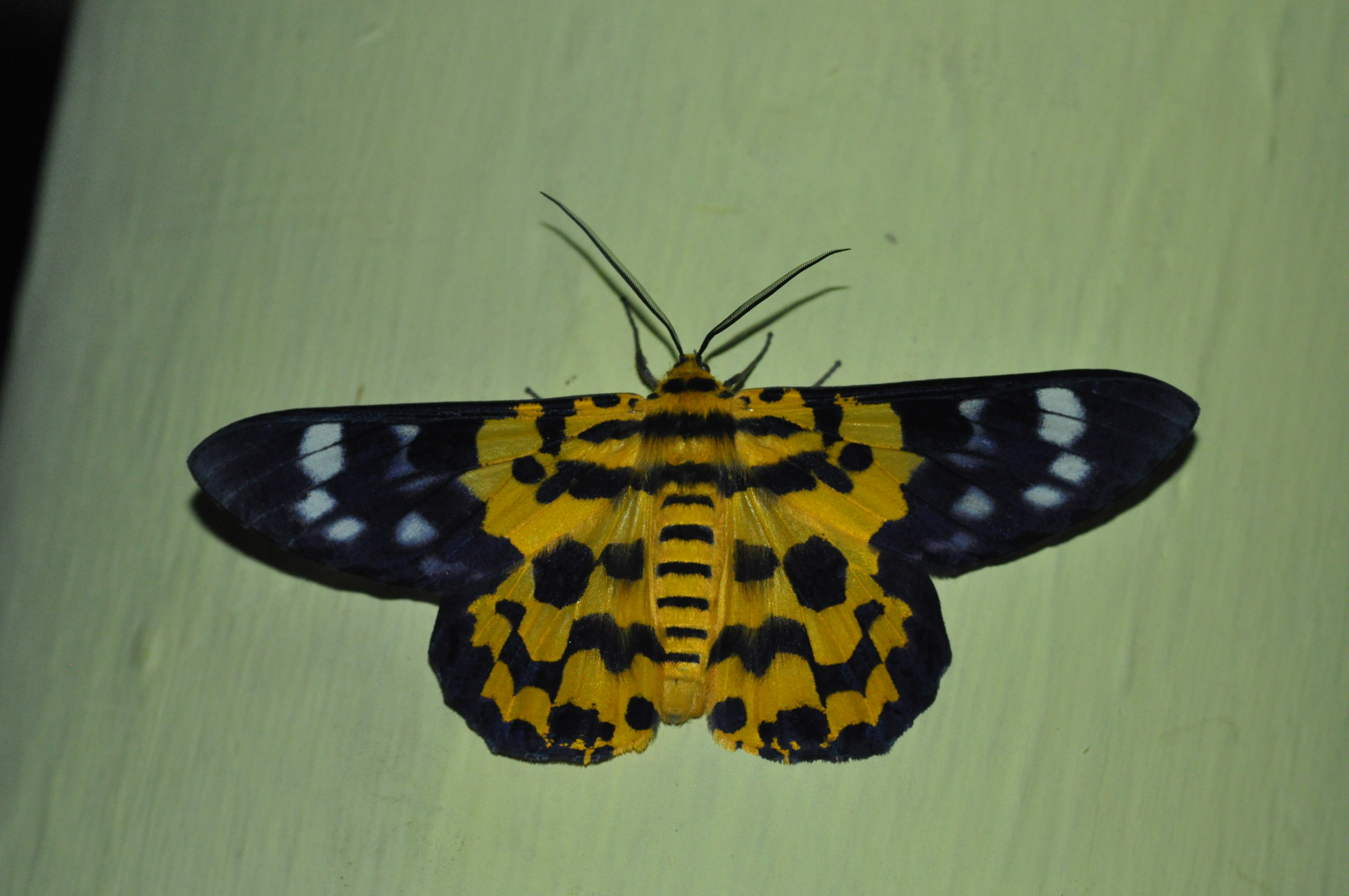

## Philatélie
Ce papillon figure sur une émission du Laos de 1965 (valeur faciale : 40 k).